# 武田正倫
武田 正倫（たけだ まさつね、1942年3月27日 - ）は、日本の動物学者、東京大学名誉教授。専攻は十脚甲殻類を中心とした動物分類系統学。

## 略歴
東京生まれ。1964年横浜国立大学学芸学部生物学科卒、1971年九州大学大学院農学研究科畜産学博士課程修了、「パラオ諸島産甲殻短尾類の研究」で農学博士、日本大学医学部助手、1973年国立科学博物館研究官、1980年主任研究官、1986年同動物第三研究室長、1995年東京大学理学部教授となる。2006年定年退官、名誉教授、帝京平成大学教授。
1987年『大きなはさみのなぞ干潟のカニ・シオマネキ』で毎日出版文化賞受賞。

## 著書
- 『カニの生態と観察』(ニュー・サイエンス社、グリーンブックス） 1978
- 『カニのふしぎ』(らくだ出版、シリーズ海） 1980
- 『やどかりのいえさがし』(浅井粂男え、新日本出版社、新日本動物植物えほん） 1980
- 『楽しい磯遊び』(どうぶつ社、フィールドガイド） 1981
- 『原色甲殻類検索図鑑』（北隆館） 1982
- 『日本の動物誌 1』(ニュー・サイエンス社、グリーンブックス） 1982
- 『ふかい海のさかな』(渡辺可久え、新日本出版社、新日本動物植物えほん） 1982
- 『いそあそびの科学』(鮎川万絵、さ・え・ら書房、やさしい科学)） 1985
- 『大きなはさみのなぞ 干潟のカニ・シオマネキ』（金尾恵子絵、文研出版） 1986
- 『たつのおとしご』(渡辺可久え、新日本出版社、新日本動物植物えほん） 1987
- 『砂はまのカニたち』(さ・え・ら書房、やさしい科学） 1987
- 『さんご礁のなぞをさぐって 生き物たちのたたかいと助け合い』（大片忠明絵、文研出版） 1990
- 『北のさかな南のさかな』(浅井粂男え、新日本出版社、新日本動物植物えほん） 1992
- 『カニは横に歩くとは限らない 甲らに包まれた不思議な仲間たち』（PHP研究所） 1992
- 『海べの生きもの』(伊藤勝敏写真、講談社、講談社パノラマ図鑑） 1993
- 『エビ・カニの繁殖戦略』（平凡社、自然叢書） 1995

### 共編著・監修
- 『新編日本動物図鑑』（今島実共編集、北隆館） 1979
- 『アメリカザリガニ』(責任編集、草野慎二写真、集英社、カラーサイエンス） 1985
- 『貝・水の動物 新訂版』(今島実, 奥谷喬司, 重井陸夫共指導・執筆、学習研究社、学習科学図鑑） 1994
- 『日本動物大百科 第7巻 無脊椎動物』（奥谷喬司, 今福道夫共著、平凡社） 1997
- 『海辺の生き物』(解説、川嶋一成写真、成美堂出版、ポケット図鑑） 1997
- 『動物のすみか 動物のたくみな家づくりを模型断面でみる』(監修、丸善、しくみ発見博物館） 1997
- 『水のいきもの』（編、ポプラ社、ポプラこどもずかん） 1998
- 『ザリガニカメオタマジャクシカニヤドカリカエルイモリ』（編、ポプラ社、育てるふれあう飼い方図鑑） 1998
- 『キンギョメダカコイドジョウフナ』（編、ポプラ社、育てるふれあう飼い方図鑑） 1998
- 『はじめてのせいかつたんけんずかん』全7巻（監修、岩崎書店） 2000

## 翻訳
- 『さんごしょうの生きもの』（バーバラ・テイラー文、ジェイン・バートン写真、岩波書店、クローズアップ図鑑） 1993
- 『川の生きもの』（バーバラ・テイラー文、フランク・グリーナウェイ写真、岩波書店、クローズアップ図鑑） 1993
- 『潮だまりの生きもの』（クリスティアン・グンジ文、フランク・グリーナウェイ写真、岩波書店、クローズアップ図鑑） 1994
- 『海べの生きもの』（バーバラ・テイラー文、フランク・グリーナウェイ写真、岩波書店、クローズアップ図鑑） 1994
- 『海の生きもの 多彩な工夫で海を生き抜く動物を模型断面でみる』 (Miranda MacQuitty 文、丸善、しくみ発見博物館） 1998
- 『もぞもぞちょろちょろ』 (Ted and Linny Levin、Warren Cutler 絵、日本語版監修、新学社、ナショナルジオグラフィック・アクション絵本） 1998
- 『ふしぎなふしぎな海のいきもの』（Jane H.Buxton、ジェリー・ピンクニー（英語版） 絵、日本語版監修、新学社、ナショナルジオグラフィック・アクション絵本） 1998
- 『毒をもつ動物 自然が生みだした驚異の武器を模型断面でみる』 (ティリーザ・グリーナウェイ、遠藤秀紀, 山崎柄根共訳、丸善、しくみ発見博物館） 1998
- 『動物の生殖 新しい命の始まりを模型断面でみる』（ディヴィッド・バーニー、遠藤秀紀, 山崎柄根共訳、丸善、しくみ発見博物館） 1998
- 『海をまもろう』 (マーティン・ブラムウェル、フィリップ・ホイットフィールド監修、丸善、ジュニア環境調査隊)  2002
- 『ふしぎなふしぎなミクロの世界』（スティーブン・クレイマー、デニス・クンケル写真、丸善） 2003
- 『絶滅危機生物の世界地図』（Richard Mackay、川田伸一郎共訳、丸善） 2005
- 『知られざる動物の世界6 エビ・カニのなかま』（Amy-Jane Beer、青木淳一監訳、訳、朝倉書店） 2011